# Françoise Ramond
Pour les articles homonymes, voir Ramond.
Françoise Ramond, née Françoise-Marie-Alphonsine Gagnard le 29 septembre 1940, est une femme politique française.

## Biographie
Élue maire d'Épernon en 2001, elle préside la communauté de communes du Val Drouette de 2001 à 2017 puis la communauté de communes des Portes Euréliennes d'Île-de-France de 2017 à 2019.
En 2013, elle est faite officier de la Légion d'honneur.
En 2018, elle devient sénatrice d'Eure-et-Loir en remplacement de Gérard Cornu. Elle est rattachée au groupe Les Républicains et membre de la Commission du développement durable et de l'aménagement du territoire. 
Devenue sénatrice, elle reste conseiller municipal d'Epernon et conseiller communautaire à la Communauté de communes des Portes Euréliennes d'Île-de-France.
Elle a présidé de 1997 à 2001 l'association Elles aussi pour la parité dans les instances élues fondée en 1992.